# كيث ستيفنسون
كيث ستيفنسون (6 أكتوبر 1950 - ) (بالإنجليزية: Keith Stevenson)‏ هو لاعب كريكت بريطاني.

## وصلات خارجية
- كيث ستيفنسون على موقع إي آس بي آن كريك إنفو (الإنجليزية)